# 汉原郡
汉原郡，中国十六国时设置的郡。
成汉玉衡二年（312年），李雄分蜀郡置，治所在江原县（今四川省崇州市西北）。属益州。辖境相当今四川省崇州、都江堰等市一带。东晋永和三年（347年）灭成汉，改为晋原郡。 